# 藤原仲麻呂
藤原 仲麻呂（ふじわらの なかまろ、慶雲3年〈706年〉- 天平宝字8年旧9月18日〈764年10月17日〉）は、奈良時代の公卿。名は仲麿または仲丸とも記される。淳仁朝以降、その一家は藤原姓に恵美の名を付加されて複姓である「藤原恵美朝臣」を称し、本人は名を賜って藤原恵美 押勝（ふじわらえみの おしかつ）を名乗った。単に恵美 押勝（えみの おしかつ）と呼ばれることもある。左大臣・藤原武智麻呂の次男。官位は正一位・太師。恵美大臣とも呼ばれた。

## 経歴
文武天皇末年の慶雲3年（706年）に藤原南家の始祖である藤原武智麻呂の次男として生まれる。生まれつき聡明鋭敏であり、大抵の書物は読破していた。また、大納言・阿倍宿奈麻呂に算術を学び、優れた学才を示した。内舎人から大学少允を経て、天平6年（734年）従五位下に叙爵。

### 藤原四兄弟の死と橘諸兄の台頭
天平9年（737年）天然痘の流行により、光明皇后の後ろ盾として政権を担っていた父の武智麻呂と叔父の藤原房前・藤原宇合・藤原麻呂のいわゆる藤原四兄弟が相次いで病死し、藤原氏の勢力は大きく後退する。替わって光明皇后の異父兄で疫病禍をかわした橘諸兄が参議から一挙に大納言次いで右大臣に昇進して国政を担うようになった。
兄たちを次々と失った光明皇后は、その不安から聖武天皇へ大仏建立を強く勧めたとされる。また、天平12年（740年）に聖武天皇が河内国大県郡の智識寺を訪ね、その寺の盧舎那仏から大いに影響を受けたという。この智識寺は、名が表すとおり智識（同信集団）の勧進銭によって建立された寺で、それは東大寺成立の過程にも反映された。

### 橘諸兄との対立
天平11年（739年）従五位上、天平12年（740年）正五位上と橘諸兄政権下で仲麻呂は順調に昇進し、天平13年（741年）従四位下・民部卿に叙任される。また同年4月に河内国と摂津国が帰属を争っている川の堤の調査を、同年9月には恭仁京に派遣されて人民への宅地の分配を行っている。
天平15年（743年）従四位上参議に叙任され公卿に列する。天平18年（746年）式部卿に転じる。式部卿は官吏の選叙と考課を握る官職であり、仲麻呂は大幅な人事異動を行って諸兄の勢力を削ぎ、自らの派閥を形成した。仲麻呂は叔母にあたる光明皇后の信任が厚く、従兄妹で皇太子だった阿倍内親王（後の孝謙天皇）とも良好な関係にあった。
天平16年（744年）閏1月11日、当時17歳の聖武天皇の第二皇子安積親王が難波宮に行啓の途上、桜井頓宮で脚気になり恭仁京に引き返すが、わずか2日後に薨去した。その死があまりにも急で不自然なところもあったことから、藤原仲麻呂に毒殺されたという説も根強い。こののち仲麻呂は天平18年（746年）従三位、天平20年（748年）には正三位と急速な昇叙を続け、光明皇后の後ろ盾のもとでその権勢は左大臣・橘諸兄と拮抗するようになった。

### 孝謙天皇即位と大納言就任

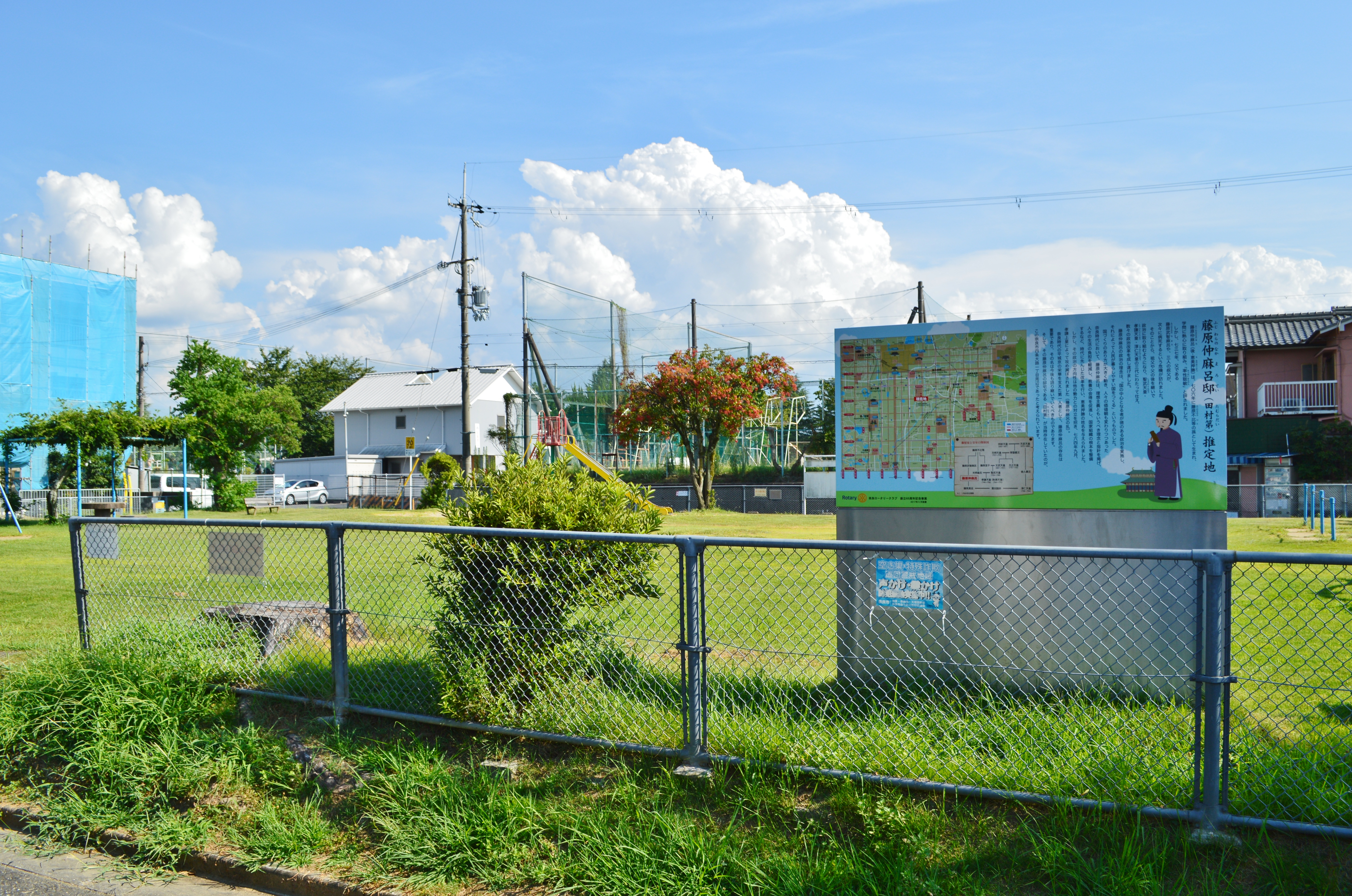
田村第跡 推定地

天平勝宝元年（749年）7月に聖武天皇が譲位して阿倍内親王が即位（孝謙天皇）すると、仲麻呂は参議から中納言を経ずに直接大納言に昇進。次いで、光明皇后のために設けられた紫微中台の令（長官）と、中衛大将を兼ねた。光明皇后と孝謙天皇の信任を背景に仲麻呂は政権と軍権の両方を掌握して左大臣橘諸兄の権力を圧倒し、事実上の「光明＝仲麻呂体制」が確立された。
同年10月に東大寺の盧舎那仏像 の鋳造が完了する。藤原仲麻呂自身も仏教に高い関心を示していたといわれ、仏教信仰に篤い光明皇太后を支援した。天平勝宝4年（752年）大仏開眼供養会が盛大に催され、その夜女帝は内裏に帰らず仲麻呂の私邸である田村第におもむき、しばらくここを在所とした。孝謙天皇は後年も平城京の修理を理由として田村第に長逗留したことから、この邸宅は「田村宮」とも呼ばれた。
この頃の太政官では、仲麻呂の上位に外伯父の橘諸兄と実兄の藤原豊成が左右の大臣として並んでいた。仲麻呂は豊成を中傷しようと機会を窺っていたが、仲麻呂をよく知る豊成は乗じる隙を与えなかった。その一方で天平勝宝7歳（755年）には諸兄が朝廷を誹謗したとの密告があり、聖武上皇はこれを許したものの諸兄は恥じて翌天平勝宝8歳（756年）に左大臣を辞官した。
同年聖武上皇が崩御。遺詔により道祖王が皇太子に立てられた。しかし、翌天平勝宝9歳（757年）3月に道祖王は喪中の不徳な行動が問題視されて皇太子を廃され、仲麻呂の意中であった大炊王（後の淳仁天皇）が立太子される。この王は、仲麻呂の早世した長男・真従の未亡人（粟田諸姉）を妃としており、かねてより仲麻呂の私邸である田村第に身を寄せる身の上であった。5月には祖父の不比等が着手した養老律令を施行するとともに、仲麻呂は紫微内相に任ぜられ大臣に准じる地位に就いた。

### 橘奈良麻呂の乱
こうした仲麻呂の台頭に不満を持ったのが橘諸兄の子の奈良麻呂だった。皇太子廃立をうけて奈良麻呂は大伴古麻呂らとともに、仲麻呂を殺害して天武天皇の孫にあたる皇族を擁立する反乱を企てるが、はやくも同年6月に上道斐太都らの密告により計画が露見。奈良麻呂の一味は捕らえられ、443人が処罰される大事件となった。奈良麻呂と古麻呂をはじめ、新帝擁立の候補者に名が挙がっていた道祖王や黄文王も捕縛され拷問を受けて獄死、反乱に関与したとして右大臣藤原豊成も左遷された（橘奈良麻呂の乱）。これによって仲麻呂は太政官の首座に就き、名実ともに最高権力者となった。

### 淳仁天皇の時代
天平宝字2年（758年）8月に孝謙天皇が譲位して大炊王が即位（淳仁天皇）する。淳仁天皇を擁立した仲麻呂は独自な政治を行うようになり、中男と正丁の年齢繰上げや雑徭の半減、問民苦使や平準署の創設など徳治政策を進めるとともに、官名を唐風に改称させる唐風政策を推進した。
8月25日、仲麻呂自身は太保（右大臣）に任じられた。またその日の勅では「自今以後、宜しく姓中に恵美の二字を加ふべし、暴を禁じ強に勝ち文を止め礼を静む、故に名けて押勝といふべし。朕が舅の中、汝卿良に尚し、故に字して尚舅と称すべし」とされた。これにより仲麻呂の一家は姓に恵美の二字を付け加えられるとともに、仲麻呂は押勝の名と尚舅の字を賜与されることとなった。また、鋳銭と出挙の権利も与えられ、藤原恵美家には私印を用いることが許された。

### 新羅征討計画
この年唐で安禄山の乱が起きたとの報が日本にもたらされると、仲麻呂は大宰府をはじめ諸国の防備を厳にすることを命じる。天平宝字3年（759年）には新羅が日本の使節に無礼をはたらいたとして、仲麻呂は新羅征伐の準備をはじめさせた。軍船394隻、兵士4万700人を動員する本格的な遠征計画が立てられるが、この遠征は後の孝謙上皇と仲麻呂との不和により実行されずに終わる。

### 光明皇太后の崩御
天平宝字4年（760年）仲麻呂は皇族以外で初めて太師（太政大臣）に任じられるが、同年光明皇太后が崩御。皇太后の信任厚かった仲麻呂にとってこれが大きな打撃となる（ただし、皇太后の健康悪化を知っていた仲麻呂が自らの地位安定のために皇太后崩御に先んじて太師任命を受けたとする解釈もある。実際に太師任命は孝謙上皇が淳仁天皇臨席の場で宣命の形で発表し、後から淳仁天皇から正式な手続で任命されるという二重の手続が取られて、上皇・天皇から信を受けた形を取っている）。さらにこの年には弟の乙麻呂も失っている。
天平宝字5年（761年）淳仁天皇と孝謙上皇を近江国の保良宮に行幸させ、唐の制度にならって保良宮を「北宮」とした。
天平宝字6年（762年）1月、仲麻呂は子の真先を氷上塩焼とともに参議に任じていたが、6月には尚蔵・尚侍を務めて仲麻呂と上皇の間のパイプ役になっていた正室の藤原袁比良を失い、続く7月と9月には仲麻呂の腹心から議政官になった参議紀飯麻呂と中納言石川年足も失って、仲麻呂の政治的基盤は弱体化した。そこで仲麻呂は12月には2子訓儒麻呂・朝狩と女婿の藤原弟貞を石川年足の弟の石川豊成とともに参議に任じ、同時に白壁王（後の光仁天皇）を参議を経ずに中納言に抜擢、中臣清麻呂も参議に任じて政権の補強を図った。しかし1年のうちに近親者4名を参議に任じた仲麻呂の人事はくすぶる反対派に油を注ぐ結果となっていく。

### 道鏡の台頭
一方、この頃病になった孝謙上皇は自分を看病した道鏡を側に置いて寵愛するようになった。仲麻呂は淳仁天皇を通じて、孝謙上皇に道鏡との関係を諌めさせた。これが孝謙上皇を激怒させ、上皇は出家して尼になるとともに天皇から大事・賞罰の大権を奪うことを宣言するが、これが実現したかどうかについては研究者のあいだでも見解が分かれる。孝謙上皇の道鏡への寵愛は更に深まり、天平宝字7年（763年）には道鏡を少僧都とした。

### 藤原仲麻呂の乱
孝謙上皇・道鏡と淳仁天皇・仲麻呂との対立は深まり危機感を抱いた仲麻呂は、天平宝字8年（764年）自らを都督四畿内三関近江丹波播磨等国兵事使に任じ、さらなる軍事力の掌握を企てる。しかし謀反の密告があり、上皇方に先手を打たれて天皇のもとにあるべき御璽や駅鈴を奪われると、仲麻呂は平城京を脱出する。自らの地盤となっていた近江国の国衙や子の辛加知が国司を務めていた越前国に入り再起を図るが、いずれも官軍に阻まれて失敗。仲麻呂は近江国高島郡（現：滋賀県高島市）の三尾で最後の抵抗をするが官軍に攻められて敗北する。敗れた仲麻呂は妻子と琵琶湖に舟を出してなおも逃れようとするが、官兵の石村石楯に捕らえられて斬首された。享年59。僅か1週間前には、軍権を完全に把握し意気揚々とした状態だったが、不運な敗戦と誤算が相次ぎ一転して玉砕した。

## 死後
乱によって仲麻呂の一族はことごとく殺害されたが、六男の刷雄は幼少時より仏道修行に励んでいたとして死刑を免れ、隠岐国への流罪となり、後に赦されて桓武天皇の時代に大学頭や陰陽頭を歴任している。平安時代初期に最澄や空海と論争した法相宗の高僧徳一は、『尊卑分脈』では仲麻呂の末子とされている。一方で『尊卑分脈』は一説として刷雄と徳一が同一人物であるという説を掲載している。徳一は入唐したとされているため、遣唐使で唐に渡った経験がある刷雄と後世になって同一視されたものと見られている。また『尊卑分脈』では刷雄と薩雄の子孫が数代掲載されている。
神護景雲2年（768年）5月、その越前国の田地200町が、娘婿の藤原御楯の田地100町とともに西隆寺へ喜捨された。
仲麻呂の滅亡によって彼が推進してきた政策は、官名の唐風改称こそは廃されて旧制に戻されたものの、養老律令はじめとする先進的な政策の多くは一部修正を加えられながらもその後の政権によって継続されていくことになる。

## 官歴
注記のないものは『続日本紀』による。
- 時期不詳 - 正六位下、内舎人、大学少允
- 天平6年（734年）- 1月17日 従五位下
- 天平11年（739年）- 1月13日 従五位上
- 天平12年（740年）- 1月13日 正五位下、10月23日 前騎兵将軍（聖武天皇行幸）、11月14日 正五位上
- 天平13年（741年）- 閏3月5日 従四位下、7月3日 民部卿
- 天平15年（743年）- 5月5日 従四位上・参議・民部卿如元[2]、6月30日 兼左京大夫
- 天平17年（745年）- 1月7日 正四位上、9月4日 兼近江守
- 天平18年（746年）- 3月5日 兼式部卿[32]、4月5日 兼東山道鎮撫使、4月22日 従三位[33]
- 天平20年（748年）- 3月22日 正三位[34]
- 天平勝宝元年（749年）- 7月2日 大納言、8月10日 兼紫微令・中衛大将[35][2]
- 天平勝宝2年（750年）- 1月16日 従二位[36]、日付不詳 中務卿[2]
- 天平宝字元年（757年）- 5月20日 紫微内相[37]
- 天平宝字2年（758年）- 8月25日 太保、兼鎮国太尉、藤原恵美朝臣押勝に改姓改名
- 天平宝字4年（760年）- 1月4日 従一位[36]、太師[38]
- 天平宝字6年（762年）- 2月2日 正一位
- 天平宝字8年（764年）- 9月3日 兼都督使四畿内三関近江丹波播磨等国兵事使、9月11日 氏姓官位剥奪

## 系譜
仲麻呂の子については諸書で異同が多く、最も多く9人の男子を掲載している『尊卑分脈』や『続日本紀』には長男の真従が掲載されていない。
- 父：藤原武智麻呂
- 母：阿倍貞媛 - 阿倍御主人孫女
- 妻：藤原宇比良古（?-762）- 藤原房前女
  - 長男：藤原真従（?-750年代前半?）-仲麻呂の子の中では最も早く、749年に従五位に叙せられているため長男と考えられる[39]。
  - 藤原真先（執弓）（?-764）
  - 藤原訓儒麻呂（久須麻呂）（?-764）
  - 藤原朝狩（?-764）-[40]
  - 藤原真文-『尊卑分脈』以外の出典はなく、真従か真先の誤挿入と見られる[39]。
  - 藤原児従 - 藤原御楯室
- 妻：大伴氏（?-764）- 大伴犬養女
  - 六男：藤原刷雄 - 『続日本紀』で第六子とされている[39]。
  - 末子：徳一（749?-824?）- 出生については異説あり[39]。
- 妻：陽侯女王（?-764） - 新田部親王王女
  - 藤原辛加知（?-764）
- 妻：紀奈賀岐娘 - 紀麻呂女
- 生母不明の子女
  - 藤原小湯麻呂（?-764）
  - 藤原薩雄 - 刷雄と同一人物説もあるが、経歴や子孫は明確に異なる[39]。
  - 藤原執棹（?-764）
  - 次女：藤原東子（?-?）
  - 三女：藤原額

## 関連作品
- 小説『死者の書』 折口信夫、2006年に人形アニメ映画化
- 小説『北辰の門』 馳星周、2024年初版発行
- 小説『恋する女帝』 周防柳、2024年初版発行
- 小説『弓削道鏡』 黒岩重吾、1992年 のち文庫
- 漫画『火の鳥 鳳凰編』 手塚治虫、1986年にアニメ映画化
- 映画『大佛開眼』1952年、演：黒川弥太郎
- テレビドラマ『唐招提寺1200年の謎〜天平を駆けぬけた男と女たち』 2009年、TBS、演：永島敏行
- テレビドラマ『大仏開眼』 2010年、NHK、演：高橋克典